# Mária Medvecká
Mária Medvecká (11. září 1914 Tvrdošín – 23. dubna 1987 Bratislava) byla slovenská malířka, představitelka slovenského realistického impresionismu.

## Životopis
Pocházela ze šlechtického rodu Medveckých z Medvedzieho a Malého Bysterca (Medveczky de Medveczei és Kis Bisterczei). Po maturitě v Košicích studovala na Pedagogické akademii v Bratislavě. Působila jako učitelka v Zubrohlava, Tvrdošíně, Jablonka a Námestově. Po válce pokračovala ve studiu na Akademii výtvarných umění ve Vídni a v Praze u profesora Jána Želibského. Stala se malířkou rodné Oravy a jejího lidu. Od 50. let 20. století se věnovala i angažovaným tématům socialistického realismu obrazúm industrializace a budování socialistické společnosti. V roce 1974 obdržela titul národní umělec.
Výběr její celoživotního díla se nachází v Galerii Márie Medvecké, zpřístupněné veřejnosti v roce 1979 v obci Medvedzie.

## Dílo
- Vítr na strništích
- Děti míru
- Žena s kohoutem
- Po odpichu
- Partyzánská matka